# Viktor Gerachtchenko
Viktor Vladimirovitch Gerachtchenko (en russe : Ви́ктор Влади́мирович Гера́щенко), surnommé Gerakl (nom russe d'Heracles), né le 21 décembre 1937 à Leningrad (RSFR, URSS) et mort le 11 mai 2025 à Moscou (Russie), est un économiste, banquier, homme politique soviétique puis russe.
Il a été président de la Banque centrale soviétique puis de la Banque centrale russe pendant une grande partie de la perestroïka et des périodes post-perestroïka.

## Biographie

### Famille et formation
Viktor Gerachtchenko est né à Leningrad le 21 décembre 1937. Son père était un important banquier soviétique qui dirigeait le département des finances du Foreign Office [pas clair] dans les années 1940 avant de mettre fin à sa carrière de vice-président de la Banque centrale.     
En 1960, il est diplômé de l'Institut financier de Moscou (doctorat en sciences économiques).    

### Carrière professionnelle
Grâce aux relations de son père, Viktor Gerachtchenko mène une brillante carrière dans le système bancaire soviétique. À l'âge de 28 ans, il devient directeur de la première banque soviétique à l'étranger, la Moscou[Quoi ?] Narodny Bank (en anglais : Moscow Narodny Bank), basée à Londres. 

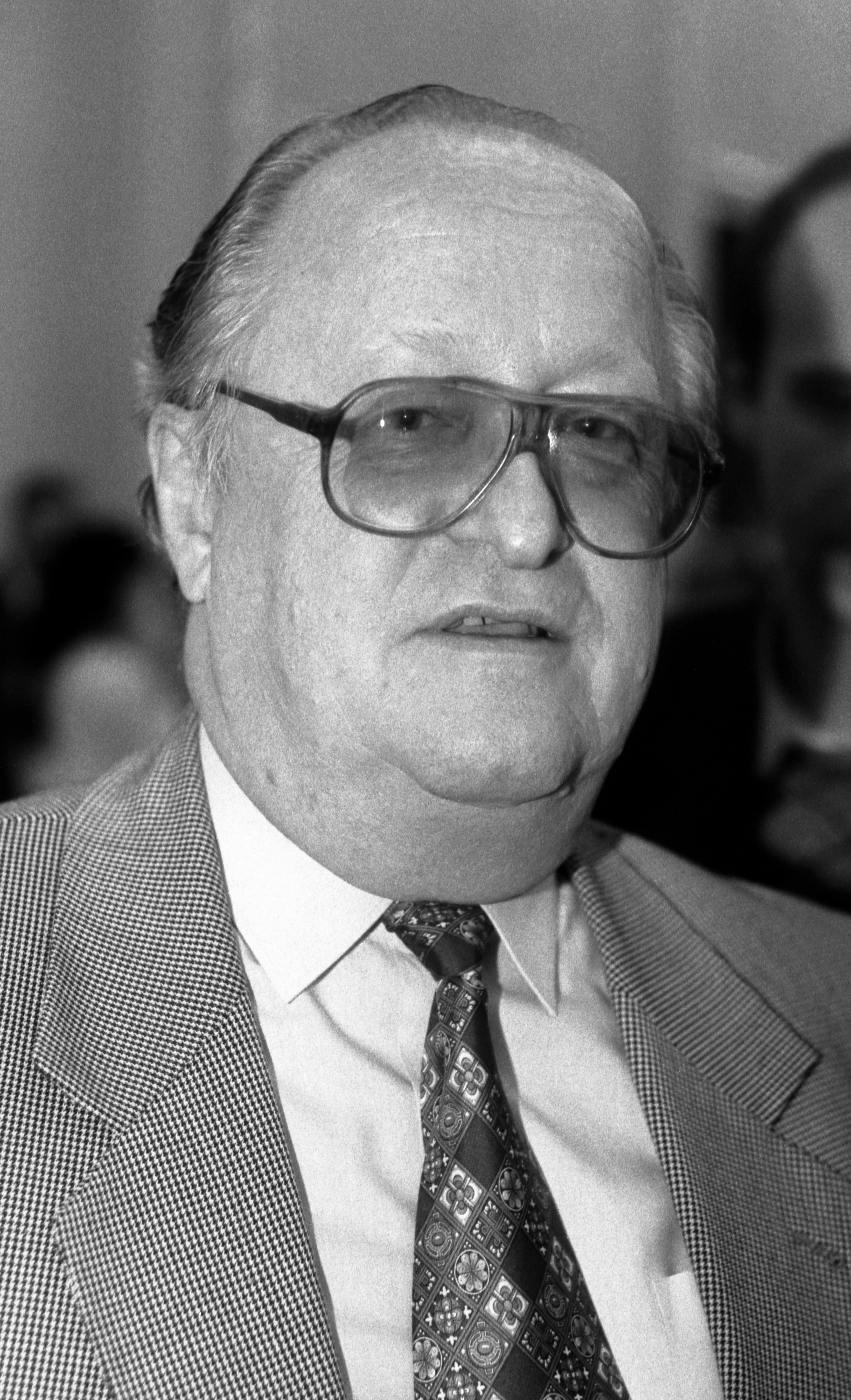
Viktor Gerachtchenko en 1994.

En 1982, Viktor Gerachtchenko travaille à la Vneshtorgbank, en tant que responsable du commerce extérieur soviétique. Sept ans plus tard, il est nommé président du Présidium de la Banque d’État de l’URSS. En 1991, Viktor Gerachtchenko devient le dernier président de la Banque d’État de l’URSS. Pendant trois ans, qui ont été parmi les plus difficiles pour l’économie nationale russe, il dirige le système bancaire naissant en tant que président de la Banque de Russie. 
Ses activités à la présidence de la Banque centrale étaient controversées : il était par exemple accusé d'avoir illégalement versé de l'argent aux forces anti-réforme du Soviet suprême pendant la crise constitutionnelle russe de 1993. Viktor Gerachtchenko est également accusé d'être en grande partie responsable du « mardi noir » russe d'octobre 1994, lorsque le rouble s'est effondré à 24 % en un jour. En 1995, l'ancien économiste de Harvard, Jeffrey Sachs, qualifie Viktor Gerachtchenko de « pire banquier central au monde ». 
Viktor Gerachtchenko quitte ses fonctions en 1994 mais revient en poste après la crise financière russe de 1998. Sous sa direction, l’économie de la Russie se redresse rapidement. Gerachtchenko apparaît souvent à la télévision et devient très populaire pour son sens de l'humour sarcastique. 
En mars 2002, Viktor Gerachtchenko démissionne de nouveau, prétextant son âge avancé, et accepte le poste de président du conseil d'administration de la compagnie pétrolière Ioukos.

### Carrière politique
Viktor Gerachtchenko rejoint ensuite le parti Rodina en tant que coprésident et devient son représentant à la Douma,.
Il se présente à l'élection présidentielle russe de 2004. 
Il est au début soupçonné d'agir en tant que candidat suppléant au leader de Rodina, Sergueï Glaziev, au cas où quelque chose empêcherait Glaziev de se présenter. Cependant, leurs divergences se confirment lorsque le Rodina nomme Gerachtchenko à la présidence au lieu de Glazyev. 
Viktor Gerachtchenko se voit finalement refuser l’enregistrement par la Commission électorale centrale pour des raisons techniques. La Cour suprême confirme sa récusation. 
En 2008, il envisage de se présenter comme candidat de l'opposition aux élections présidentielles de 2008 en Russie,. 

### Vie privée
Viktor Gerachtchenko est marié et père de deux enfants, un garçon et une fille.

## Distinctions et récompenses
- Ordre du Mérite pour la Patrie, 3e classe
- Ordre d'honneur
- Ordre de la bannière rouge du travail
- Ordre de l'amitié des peuples
- Médaille "Pour le courage du travail"
- Médaille du jubilé "En commémoration du 100e anniversaire de la naissance de Vladimir Ilitch Lénine"
- Médaille du jubilé "300 ans de la marine russe"
- Médaille "En commémoration du 850e anniversaire de Moscou